# کریستین برنز
کریستین برنز (به انگلیسی: Christine Burns) (زاده فوریه ۱۹۵۴) سیاستمدار انگلیسی است.
او یک زن ترنس است.
او یک فعال سیاسی بریتانیایی است. برنز در سال ۲۰۰۵ به پاس قدردانی از کارش در نمایندگی از حقوق افراد تراجنسیتی نشان امپراتوری بریتانیا دریافت کرد.